# (12471) Larryscherr
(12471) Larryscherr est un astéroïde de la ceinture principale.

## Description
(12471) Larryscherr est un astéroïde de la ceinture principale. Il fut découvert le 6 février 1997 à Haleakala par le programme NEAT. Il présente une orbite caractérisée par un demi-grand axe de 2,44 UA, une excentricité de 0,21 et une inclinaison de 2,4° par rapport à l'écliptique.

## Compléments